# Liza Marklund
Eva Elisabeth „Liza“ Marklund (født 9. september 1962) er en svensk forfatterinde. Ved siden af forfatterskabet er hun fast skribent i Expressen. Hun er sammen med blandt andre Jan Guillou medejer og medstifter af Piratförlaget.
Hun har skrevet en række romaner inden for krimigenren med journalisten Annika Bengtzon som gennemgående hovedperson.
Liza Marklund fortsætter og videreudvikler den særlige del af krimigenren, som blev kendt i Skandinavien under betegnelsen "samfunds-krimi" gennem Maj Sjöwall og Per Wahlöös romanserie.
Den væsentligste tilføjelse til genrens oprindelige karakteristika er den mere kønspolitiske eller feministiske vinkel på den fagprofessionelle Annika Bengtzons karriere.